# Sweet Creature
Sweet Creature — шведская хард-рок группа, сайд-проект Мартина Свита, лид-гитариста шведской слиз-рок группы Crashdïet.

## История создания
Играя в составе Crashdïet почти пятнадцать лет, Мартин Свит активно (как автор и исполнитель) участвовал в создании четырёх студийных альбомов группы и получил обширный опыт зарубежных гастролей. Линус Нирбрант (This Ending) — талантливый студийный техник и дэт-метал гитарист, был его соавтором в течение многих лет: они часто записывались вместе. Поэтому старт совместного проекта стал абсолютно логичным решением.
Всё началось в 2014 году как музыкальный эксперимент, целью которого была запись миньона, содержащего четыре песни. Однако сотрудничество оказалось настолько успешным, что появление на свет полноценного альбома стало неизбежностью. В итоге, объединив усилия, Мартин, Линус и остальные приглашённые в проект музыканты — Майкл TxR (барабанщик группы ToxicRose), Тин Стар (гитарист Gemini Five) приступили к записи студийного альбома, релиз которого запланирован на вторую половину 2016 года.
Сам Мартин, будучи не только идейным вдохновителем Sweet Creature, но и фронтменом, описывает стиль своей новой группы как «классический хард-рок с мрачной мелодикой и текстами». С его же слов, основой материала для будущего дебютного альбома группы стали песни, написанные им в разные годы, но не вписавшиеся в основную формулу Crashdïet. В частности, в одном из интервью Мартин Свит обмолвился о том, что в дебютный альбом группы войдет песня «Perfect Day», некогда уже записанная в качестве демо для его основного проекта. Несмотря на смену амплуа, Свит полон энтузиазма: «Я всегда пел для демозаписей, потому в вокале для меня нет ничего нового»
По состоянию на июнь 2016, все материалы уже записаны: пока безымянный, первый студийный альбом Sweet Creature сводится на принадлежащей Линусу Audiogrind Studio. Точная дата релиза будет названа, как только решится вопрос с выбором подходящего звукозаписывающего лейбла. Группа также рассматривает возможность локальных гастролей по Скандинавии, но в приоритете, всё же, остаётся работа над новой музыкой.
3 августа стало известно, что альбом The Devil Knows My Name будет выпущен на средства, собранные в рамках краудфандинг-кампании. Этим займётся созданный музыкантами независимый лейбл Dïet Records. 4 сентября 2016 года кампания официально закончилась, собрав 115 % от необходимой суммы (7670 евро).
Официальный релиз дебютного альбома в Швеции состоялся 25 октября 2016 года.

#### Интересные факты
Мартин как-то упоминал о том, что басист Crashdiet Питер Лондон записал басовые партии для двух песен с дебютного альбома Sweet Creature. Согласно буклету альбома, это титульная "The Devil Knows My Name" и динамичная "Time to move on".

## Синглы
Первый сингл с дебютного альбома группы — «Not Like Others» вышел 13 апреля 2016 года. Все пользователи сети получили возможность скачивать его безвозмездно. Практически сразу Sweet Creature выпустили промо в виде лирик-видео. 3 мая 2016 увидел свет одноименный видеоклип, снятый в динамичной, немного агрессивной манере и несколько упрощённой стилистике.
Второй сингл, названный «Burning Midnight Oil», вышел 15 июля 2016 года. Уже через неделю он был доступен на Spotify.
Третий сингл «Our Moment», уже известный широкой публике в качестве одного из ранних демо Мартина, был опубликован 30 августа 2016 года.
17 октября 2016 года опубликовано лирик-видео на песню «Away From You», а 22 октября - трогательное лирик-видео «Purpose in Life» с участием Тельмы Хосселтон.   

## Состав
- Мартин Свит — вокал, гитара
- Майкл TxR — ударные
- Тин Стар — бас
- Линус Нирбрант — ритм-гитара

## Музыкальные влияния
- Kiss
- W.A.S.P.
- Sepultura
- Оззи Осборн
- Guns n' Roses

## Маскот и название группы
Название «Sweet Creature» является производным от сценического имени фронтмена группы, Мартина Свита. Но, отчасти, им группа обязана маскоту, изображенному на обложке сингла. «Его зовут Вестер, и он живёт в каждом из нас», — говорит Мартин..

## Интересные факты
- Музыкальные навыки Свита не ограничиваются гитарными соло и вокалом: в начале 2016 года он присоединился к шведской группе Sister в качестве бас-гитариста.
- Майкл TxR (настоящее имя — Микаэль Хосселтон) является младшим братом Мартина.
- Помимо основного состава «Sweet Creature», в съемках дебютного видеоклипа принимала участие дочь Мартина, Тельма.